# 米格尔-佩雷拉
米格尔-佩雷拉是巴西里约热内卢州的一个市镇。总面积287.356平方公里，总人口25866人，人口密度90人/平方公里。